# کپکو
کپکو (به انگلیسی: KEPCO) شرکت برق کره‌ای (به کره‌ای: 한국전력공사) است، که در زمینه تولید برق، توزیع برق و انتقال برق فعالیت می‌کند.
شرکت کپکو در سال ۱۹۶۱ توسط دولت کره تأسیس شد و در حال حاضر با ظرفیت نصب شده‌ای معادل ۶۵٫۳۸۳ مگاوات در سال، به‌عنوان بزرگترین شرکت برق کره‌جنوبی محسوب می‌شود، که وظیفه تأمین ۹۳ درصد از انرژی الکتریکی مورد نیاز این کشور را بر عهده دارد.
شرکت کپکو در سال ۲۰۱۱ در فهرست فورچون جهانی ۵۰۰ در رتبه ۲۷۱ از بزرگترین شرکت‌های جهان قرار گرفت. این شرکت همچنین فعالیت گسترده‌ای نیز در پروژه‌های توسعه نیروگاه‌های اتمی، نیروگاه‌های بادی و نیروگاه‌هایی با سوخت زغال سنگ در کشورهای مختلف جهان دارد.
دفتر مرکزی این شرکت در شهر سئول، کره جنوبی قرار دارد و بخشی از سهام آن در بازارهای بورس نیویورک و بورس کره معامله می‌شود.
همچنین این شرکت سازنده نیروگاه هسته‌ای براکه در امارات متحده عربی است.